# Fladda-chùain
Fladda-chùain, of Fladaigh Chùain is een langgerekt onbewoond Schots rotseiland in de Binnen-Hebriden, ten noorden van het schiereiland Trotternish van Skye. Het is het grootste eiland van de Fladda-chùaingroep tussen de Binnen- en Buiten-Hebriden. Deze eilandengroep bestaat uit de kleinere rondomliggende eilanden Gearran, Am Bord, Gaeilavore en The Cleats.

## Etymologie
De naam van het eiland komt van het Oudnoorse Flatey, wat "plat eiland" betekent. Chùain komt van het Schots-Gaelische Cuan, wat "oceaan" betekent, waarmee hoogstwaarschijnlijk de Minch mee bedoeld wordt, wat de naam van de zeestraat is waar het eiland zich in bevindt.